# 千葉県立千葉中学校・高等学校の人物一覧
千葉県立千葉中学校・高等学校の人物一覧（ちばけんりつちばちゅうがっこう・こうとうがっこうのじんぶついちらん）は、千葉県立千葉中学校・高等学校の出身者および関係者の一覧。

## 教職員
- 浅間茂（生物科：生物学者、クモ研究の権威）
- 畔上賢造（英語科：宗教家、キリスト教独立伝道者）
- 菊池謙二郎（旧制中学校期の校長、歴史学者、次職は旧制第二高等学校校長
- 津田左右吉（歴史学者）
- 那珂通世（東洋史学者、東京高等師範学校教授）
- 堀江正章（美術科：画家）
- 安田勲（英語科：自由民権運動家、 立憲改進党衆議院議員）

## 出身者

### 政治
- 石井菊次郎（貴族院議員・子爵、元外務大臣・駐米大使 / 石井・ランシング協定締結者）
- 臼井日出男（元衆議院議員、元防衛庁長官・法務大臣）
- 門山宏哲（衆議院議員）
- 川口為之助（元参議院議員・千葉県知事、元千葉日報社長）
- 川崎卓吉（元商工大臣・文部大臣・内閣書記官長、元内務次官 / 広島中学より編入）
- 神崎武法（元衆議院議員・郵政大臣、元公明党代表、元検事）
- 木内重四郎（貴族院議員、元朝鮮総督府農商工部長官）
- 志位和夫（衆議院議員、日本共産党中央委員会議長、元中央委員会幹部会委員長）1973年卒
- 始関伊平（元衆議院議員・建設大臣、元商工省資源庁長官）
- 菅野儀作（元参議院議員 (自民党) ）
- 濵﨑真也（国立市長、元国土交通省不動産市場企画調整官）
- 鶴岡啓一（元千葉市長、元自治大臣官房審議官）
- 鳥居一雄（元衆議院議員 (公明党) ）
- 沼田武（元千葉県知事、元千葉県職員）
- 松田学[1]（元衆議院議員）
- 橋本幹彦（衆議院議員）

### 行政
- 飯田健太（中小企業庁次長）[2]
- 大石利雄（総務事務次官、地方財務協会理事長、自治医科大学理事長）
- 佐藤徹（大蔵省証券局長（1983年6月 - ） / 金融自由化問題たけなわの任期中に逝去）
- 田代政司（会計検査院事務総長、大成建設監査役、千葉工業大学審議役）
- 浜野弥四郎（台湾総督府技師 / 日本統治下台湾の上下水道整備に貢献）
- 前田哲（駐カタール大使、内閣官房副長官補）

### 財界
- 鳥海巌（元丸紅社長、元東京国際フォーラム社長、元東京都交響楽団理事長、元経済同友会副代表幹事）
- 永松治夫（東洋エンジニアリング社長、エンジニアリング協会理事長）
- 花田力（京成電鉄第10代社長）
- 吉野伝治（東武鉄道第2代社長、千葉貯蓄銀行初代頭取）
- 喜㔟陽一（東日本旅客鉄道第7代社長）

### 人文・社会科学系研究者
- 石川正興（早稲田大学名誉教授、少年法・刑事政策）1967年卒
- 市原昌三郎（一橋大学名誉教授、行政法）
- 大豆生田稔（東洋大学文学部教授、日本近代史・農業史）1973年卒
- 大村敦志（東京大学大学院法学政治学研究科教授、民法）1977年卒
- 海保博之（東京成徳大学応用心理学部福祉心理学科教授、元筑波大学大学院人間総合科学研究科教授、元筑波大学附属高等学校校長、認知心理学）
- 加瀬公夫(経営学博士（マンチェスター大学）、IESE経営大学院教授、国際大学学長)
- 加瀬和俊（農学博士（東京大学）、東京大学社会科学研究所教授）1968年卒
- 片岡寛（一橋大学名誉教授、経営学）1960年卒
- 片桐新自（関西大学教授、社会学）1974年卒
- 金子建志（常葉学園短期大学音楽科教授、音楽評論家、音楽学）
- 児玉谷史朗（博士（社会学）（一橋大学）、一橋大学大学院社会学研究科教授）1973年卒
- 近藤和彦（東京大学名誉教授、イギリス近代社会史・文化史）1966年卒
- 柴内康文（東京経済大学教授）1989年卒
- 鈴木哲雄 (日本史学者、北海道教育大学教授）
- 志田基与師（社会学者、横浜国立大学大学院環境情報研究院教授）1973年卒
- 白鳥庫吉（東京帝国大学文科大学史学科教授、邪馬台国北九州説を主張、東洋史）
- 鈴木右文（九州大学教授）1982年卒
- 園田茂人（東京大学大学院情報学環・東洋文化研究所教授）1979年卒
- 玉田弘毅（明治大学名誉教授、元清和大学教授、民法学）1944年卒
- 長塚真琴（一橋大学大学院法学研究科教授、知的財産法）
- 西川登（神奈川大学経済学部教授、日本会計研究学会賞受賞、会計史）1985年卒
- 林知更（東京大学社会科学研究所教授、憲法）1993年卒
- 林正寿（早稲田大学社会科学総合学術院教授）1961年卒
- 兵藤裕己（博士（文学）（東京大学）、学習院大学教授、日本中世史）1969年卒
- 増田孝（愛知東邦大学教授、古文書学）
- 三谷太一郎（東京大学名誉教授、政治学、日本学士院会員、宮内庁参与、文化功労者、文化勲章）
- 宮城音弥（東京工業大学名誉教授、心理学者）
- 水野修孝（千葉大学名誉教授、作曲家、音楽学）
- 吉野利弘 （英語学者、立教大学名誉教授）
- 渡辺裕（博士（文学）（東京大学）、東京大学大学院人文社会系研究科教授）1972年卒

### 自然科学系研究者
- 飯高茂（理学博士（東京大学）、学習院大学理学部教授、日本学士院賞受賞、数学）
- 加藤一郎（元早稲田大学理工学部機械工学科教授、元日本ロボット学会会長、ロボット工学）
- 志田順（理学博士（京都帝国大学）、京都帝国大学名誉教授、地球科学）1895年卒
- 祖父江義明（理学博士（東京大学）、東京大学名誉教授、天文学）
- 奈良林直（工学博士（東京工業大学）、東京工業大学特任教授、北海道大学名誉教授、元日本保全学会会長）1971年卒
- 西田治文（理学博士（京都大学）、中央大学理工学部教授）1972年卒
- 毛利秀雄（理学博士（東京大学）、東京大学名誉教授、基礎生物学研究所名誉教授、元岡崎国立共同研究機構長、生殖生物学・動物生理化学）
- 森川博之（東京大学先端科学技術研究センター教授）1983年卒
- 森下信（横浜国立大学教授、理事・副学長、日本機械学会会長）1973年卒
- 吉田和哉（工学博士（東京工業大学）、東北大学大学院工学研究科教授、国際宇宙大学客員教授、IspaceCTO）1979年卒
- 一色尚次（工学博士（東京大学）、東京工業大学名誉教授）

### 医学・薬学系研究者
- 大河内一雄（九州大学名誉教授、免疫血清学、ウイルス学）
- 落合英二（薬学者、薬化学者）
- 末松誠（医学博士（慶應義塾大学）、慶應義塾大学教授）1976年卒
- 田村正人（歯学博士（東京医科歯科大学）、北海道大学歯学部教授、歯学・生化学）1977年卒
- 本間生夫（医学博士（東京慈恵会医科大学）、昭和大学名誉教授、元日本生理学会副会長、元文部科学省教科用図書検定調査審議会会長）
- 守屋秀繁[3]（医学者、千葉大学名誉教授、14代横綱審議委員会委員長）1960年卒
- 山崎真巳（薬学博士（千葉大学）、千葉大学教授、日本学術会議会員）1986年卒

### 法曹
- 畝本直美（検事総長、元法務省保護局長）
- 渕上玲子（弁護士、日本弁護士連合会会長）1973年卒
- 草野耕一 (弁護士、東京大学大学院法学政治学研究科客員教授）1973年卒
- 中村和雄（弁護士、龍谷大学法科大学院客員教授）1973年卒
- 板倉陽一郎 （弁護士）

### 文芸
- 天沢退二郎（詩人、紫綬褒章、元明治学院大学文学部フランス文学科教授）
- 行方克巳 （俳人）
- 深谷忠記（作家）
- 海堂尊（作家、病理医）
- 高瀬文淵（作家、評論家）
- 高橋文樹（作家）
- 寮美千子（作家）1974年卒
- 山岡秀雄（編集者、ウイスキー研究家）1977年卒

### 芸術・芸能
- 井川耕一郎 （映画監督・脚本家）
- 春日千春 （テレビプロデューサー、元大映テレビ顧問）
- 横澤彪（東京NSC校長、元フジテレビプロデューサー / 横浜翠嵐高から編入）
- すぎやまこういち （作曲家・編曲家）
- いしかわこうじ （絵本作家、イラストレーター）
- 市原悦子 （女優）
- 板倉鼎（画家）
- 伊藤アキラ（作詞家）
- 上野耕路（ミュージシャン）
- 宇津井健（俳優）
- 野口久光（映画・ジャズ・ミュージカル評論家、画家、グラフィックデザイナー）
- 堀田延（放送作家）
- 藤田浩一（ギタリスト、作詞家、作曲家、音楽プロデューサー）
- 現田茂夫（指揮者、歌手の佐藤しのぶの夫）1977年卒
- 小出稚子（作曲家、ピアニスト）
- 長谷部徹（作曲家・編曲家、ベーシスト、女優風祭ゆきの夫）1973年卒
- サエキけんぞう（ミュージシャン、パール兄弟）1977年卒
- 塩田明彦（映画監督・脚本家）
- 鈴木隆之（建築家、作家、京都精華大学デザイン学部建築学科教授）
- 中庸助（俳優、声優）
- 山川健一（作家、ロックミュージシャン）
- ヨシダプロ（漫画家、イラストライター）
- 森千晶（元タレント）

### マスコミ
- 中村豊（NHKアナウンサー）
- 吉田填一郎 （元日本テレビアナウンサー）
- 中江利忠（ジャーナリスト、元朝日新聞社社長)
- 長谷川幸洋（ジャーナリスト、元東京新聞・中日新聞論説副主幹）1971年卒
- 岩田明子（ジャーナリスト、NHK報道局政治部記者兼解説委員）1988年卒
- 龍崎孝 (ジャーナリスト、元毎日新聞・TBS記者、流通経済大学教授)

### スポーツ
- 伊藤健太郎（プロ野球選手）
- 石井秋雄（プロ野球選手）
- 飯島滋弥（プロ野球選手・監督）
- 佐々木重徳（プロ野球選手）
- 霜禮次郎 （射撃選手、整形外科医師）
- 石井庄八（レスリング選手、ヘルシンキ五輪バンタム級フリースタイルで優勝、戦後日本初の金メダリスト）
- 木之本興三（日本サッカーリーグ (JSL) 事務局長）
- 松崎康弘（日本サッカー協会審判委員長）

### 軍人
- 石井四郎（陸軍軍医中将、 731部隊の創設者）
- 大田実（海軍中将、沖縄戦さなかの沖縄方面根拠地隊司令官「沖縄県民斯ク戦ヘリ~」）
- 大野博（海軍少佐）
- 奥山道郎（陸軍大佐、義烈空挺隊長）

### その他
- 太田竜（思想家）